# Anna Ammirati
Anna Ammirati, née à Naples le 1er janvier 1979, est une actrice italienne.

## Biographie
Après avoir suivi des cours artistiques en Campanie, Anna Ammirati s'installe à Rome pour étudier la psychologie à l'université de Rome « La Sapienza ». Entre-temps, elle a également eu des rôles de comédienne mineurs à partir de la mini-série Positano et en 1997, elle s'est présentée à une session de casting à Cinecittà organisée par le metteur en scène Tinto Brass pour trouver l'actrice principale pour Monella. Son plus grand succès est venu avec ce premier rôle. Elle a été active sur la scène italienne avec des films au cinéma, des séries télévisées (comme Io e mio figlio - Nuove storie per il commissario Vivaldi) et le théâtre.

## Filmographie partielle
- 1998 : Monella de Tinto Brass
- 1998 : Rose e pistole de Carla Apuzzo
- 1999 : I fetentoni d'Alessandro Di Robilant
- 2000 : Quartetto de Salvatore Piscicelli
- 2002 : La repubblica di San Gennaro de Massimo Costa
- 2002 :  La rivincita d'Armenia Balducci
- 2002 : Furti de Stefano Soli
- 2003 : Alla fine della notte de Salvatore Piscicelli
- 2006 : E dopo cadde la neve de Donatella Baglivo
- 2010 : L'amore buio d'Antonio Capuano
- 2011 : Breve storia di lunghi tradimenti de Davide Marengo
- 2014 : Una pallottola nel cuore de Luca Manfredi
- 2015 : Ma che bella sorpresa d'Alessandro Genovesi
- 2017 : Adesso tocca a me de Francesco Miccichè
- 2020-2023 : Mare Fuori, saisons 1 à 3